# Аллилуйя (альбом)
«Аллилуйя» — одиннадцатый студийный альбом рок-группы «Би-2», вышедший в 2022 году.

## Об альбоме
Альбом выпущен 15 ноября 2022 года и издан на лейбле «Мистерия звука».
Альбому предшествовало 6 синглов. Первый сингл «Пекло» вышел 3 февраля 2020 года в формате EP: в релиз вошли одноимённый трек, ремикс от Mages и песня «Мосты», которую Би-2 исполнили вместе с Лизой Громовой. Видеоклип в жанре хоррора снял Макс Шишкин, ранее сотрудничавший с Элджеем и Иваном Дорном. Видео содержит многочисленные отсылки к фильмам ужасов: от «Американской истории ужасов» до «Сияния» Стэнли Кубрика.
Лёва Би-2:
Уже в процессе написания музыки стал проявляться инфернальный характер песни, и появился основной рефрен: «Если ты в пекло, я за тобой». Конечно, творчество упомянутых сталкеров мрачных уголков подсознания оказало огромное влияние на нас, но в работе над аранжировкой и звуком мы ни на кого конкретно не ориентировались. Чего не скажешь о клипе, который мы сознательно старались стилизовать под эстетику гранжа 1990-х. Режиссёр Максим Шишкин, с которым мы работаем впервые, оказался истинным адептом зловещего символизма, и наш традиционный подготовительный «мозговой штурм» накануне съемок занял не более часа.
Следующий сингл «Депрессия» вышел 29 мая 2020 года — в разгар карантина и пандемии COVID-19, когда группе пришлось перенести все свои концерты. Клип, режиссёром которого снова выступил Макс Шишкин, снят в условиях полной самоизоляции и сочетает в себе живые съёмки и анимацию.
Третий сингл «Бог проклятых» увидел свет в ноябре 2020 года. В отличие от мрачного гранжа «Пекла» и танцевальной «Депрессии», новая песня включает в себя элементы жанра евангельской музыки госпел.
Лёва Би-2:
«Я думаю, что в России это первый своеобразный опыт перенесения госпела на рок-сцену. Шура каждый месяц делает ревизию моих архивов, в них он обнаружил эту песню. Я к ней относился скептически, и никаких ставок на неё не делал — не знал, как её развить. А Шура её нашел и сказал, что песня крутая».
Клип для группы снял режиссёр Владимир Беседин. Съёмки проходили в течение четырёх дней в декорациях построенного в Подмосковье города Piligrimporto. А исполнителем главной роли стал мальчик-актёр Савелий Кудряшов. В 2021 году получил две награды New York Cinematography Awards в номинациях «Лучший музыкальный видеоклип» и «Лучшая операторская работа среди музыкальных видео».
«Нам не нужен герой» — четвёртый сингл, который Би-2 выпустили 15 июня 2021 года. Макс Шишкин вернулся к сотрудничеству с группой, сняв масштабный клип в жанре антиутопии. В клипе есть отсылки к разным периодам человеческой истории: от Древней Греции до СССР, а Би-2 примерили на себя роль злодеев.
В релиз также вошла песня «Падал свет», в записи которой приняли участие группа Моя Мишель, бас-гитарист Антон Давидянц, барабанщик группы Сплин Алексей Мещеряков, пианист Глеб Колядин. Гитары записал Юрий Каспарян — гитарист культовой группы Кино.
3 февраля 2022 года выходит пятый сингл с альбома — «Я никому не верю». Песня выдержана в стилистике прошлых треков, но теперь ведущими инструментами являются синтезатор, акустическая гитара и флейта. Режиссёром клипа уже традиционно стал Макс Шишкин.
Лёва Би-2: 
«Новую пластинку мы задумали как дневник. Как только появляются какие-то принципиально важные для нас песни, сразу делаем сингл и снимаем клип. Мы очень аккуратно движемся по какому-то тонкому льду — тяжело заниматься творчеством, когда контекст, смысл меняется каждую неделю, месяц. Поэтому эта пластинка заняла у нас так много времени. Рефрен „Я никому не верю“ был движущей силой при создании новой песни, но когда мы с Яном Николенко закончили текст, в последний момент я этой фразы испугался. То, что было изначальной идеей, стало меня пугать. И у меня ушло около трёх недель на то, чтобы самому с ней согласиться».
«Колыбельная» — финальный сингл с альбома, вышедший 27 июня 2022 года. Песня посвящена памяти Алёны Мешковой, директора фонда Константина Хабенского и близкой подруги группы. Сингл вышел на фоне перенесённого на неопределённый срок российского концертного тура после отказа выступать в Омске под баннером «Zа президента».
Выходу альбома предшествовала краудфандинговая кампания на портале Planeta.ru.
15 ноября 2022 года, в день выхода альбома, Би-2 презентовали клип на заглавный трек «Аллилуйя», снятый Максом Шишкиным в непривычном для группы минималистичном стиле.
В бонусную часть альбома, помимо песен «Мосты» и «Падал свет», вошёл трек «Пылающий мир», написанный Олегом Чеховым — автором большинства песен группы «Куртки Кобейна», а также кавер на песню «Красота» Марии Чайковской, исполненный вместе с певицей, и ремейк композиции «Волки» из альбома «Мяу кисс ми», который стал саундтреком к фильму «Красная Шапочка».
Би-2 в поддержку нового альбома анонсировали «Аллилуйя World Tour», в рамках которого группа посетила более 20 стран мира.

## Список композиций
| №   | Название              | Длительность |
| --- | --------------------- | ------------ |
| 1.  | «Колыбельная»         | 7:22         |
| 2.  | «Пекло»               | 4:56         |
| 3.  | «Нам не нужен герой»  | 4:46         |
| 4.  | «Аллилуйя»            | 4:49         |
| 5.  | «Депрессия»           | 4:11         |
| 6.  | «Я никому не верю»    | 6:05         |
| 7.  | «Беглый огонь»        | 5:58         |
| 8.  | «Бог проклятых»       | 3:19         |
| 9.  | «Троллейбус»          | 5:02         |
| 10. | «Личное пространство» | 6:16         |

| №                   | Название                           | Длительность |
| ------------------- | ---------------------------------- | ------------ |
| 11.                 | «Пылающий мир»                     | 5:30         |
| 12.                 | «Волки (2022 version)»             | 4:59         |
| 13.                 | «Мосты» (feat. Лиза Громова)       | 5:20         |
| 14.                 | «Падал свет» (feat. Моя Мишель)    | 6:06         |
| 15.                 | «Красота» (feat. Мария Чайковская) | 4:18         |
| Общая длительность: | Общая длительность:                | 79:11        |

## Участники записи
- Лёва Би-2 — вокал, гитара, аранжировки, автор
- Шура Би-2 — гитары, вокал, автор
- Ян Николенко — флейта, клавишные, перкуссия, бэк-вокал
- Борис Лифшиц — ударные, перкуссия
- Андрей Звонков — гитары, бэк-вокал, музыка
- Макс Лакмус — бас

Приглашённые музыканты
- Лиза Громова — вокал (13)
- Татьяна Ткачук (Моя Мишель) — вокал (14)
- Мария Чайковская — вокал (15)
- Надежда Гулицкая — сопрано (9)
- Андрей Лебедев (Белый) — клавишные, аранжировки
- Хор — Центр Творческого Развития Республика Кидс КРБ (3)
- Хор — Тина Кузнецова, Элизабет Аттим Аллаи, Вероника Лилеева, Юлия Жукова (8)
- Хор — группа мальчиков Большого детского хора имени В. С. Попова п/у А. Кислякова (4)
- Пётр Дольский — бас (5)
- Алексей Максимов — бас (11)
- Антон Давидянц — бас (14)
- Николай Иншаков — рояль (10)
- Алексей Батыченко — труба (13)
- Валерий Степанов — родес (13)
- Юрий Каспарян — гитары (14)
- Глеб Колядин — фортепиано, клавиши, аранжировка (14)
- Алексей Мещеряков — барабаны (14)
- Влад Ави — гитары, звукорежиссёр продакшена (14)
- Скрипки — Светлана Жемчужина, Анастасия Кускашева, Вера Гринфельд, Гисане Костанян (13), Анастасия Разумец, Ангелина Разумец, Даниил Устьянцев, Анастасия Подгорная, Анна Давтян, Глеб Резвых (14)
- Виолончели — Дмитрий Чеглаков (13), Елизавета Бугрименко (13), Евгений Никольский (14), Евгения Игнатова (14), Михаил Игнатов (14)
- Альты — Светлана Фёдорова, Ксения Муравьёва (14)
- Контрабас — Михаил Черников (14)

Все песни — Лёва Би-2, Шура Би-2, Ян Николенко
- «Пылающий мир»: музыка/слова — Олег Чехов
- «Волки (2022 version)»: музыка: Лёва Би-2, Шура Би-2; слова — Лёва Би-2
- «Падал свет»: музыка/слова — Михаил Карасёв
- «Мосты»: музыка — Михаил Карасёв; слова — Михаил Карасёв, Лиза Громова
- «Красота»: музыка/слова — Мария Чайковская

## Видеоклипы
- Пекло (2020)
- Депрессия (2020)
- Бог проклятых (2020)
- Нам не нужен герой (2021)
- Мосты (2021)
- Я никому не верю (2022)
- Колыбельная (2022)
- Аллилуйя (2022)
- Троллейбус (2023)

Все видео сняты режиссёром Максом Шишкиным, за исключением клипов «Бог проклятых» (Владимир Беседин), «Троллейбус» (Михаил Луганский) и short-movie «Мосты» (Алексей Дубровин)